# Wellington Museum
Wellington Museum (fostul Museum of City & Sea) este un muzeu situat pe Queens Wharf în Wellington, Noua Zeelandă. Acesta se află în Bond Store, o clădire istorică de pe Jervois Quay, pe malul apei din portul Wellington. Recent a fost votat ca unul dintre primele 50 de muzee în The Times, Londra.
Muzeul are patru etaje care găzduiesc istoria orașului Wellington. Sărbătorind istoria maritimă a orașului, a populației timpurie maori, a așezării europene și a creșterii regiunii, muzeul încearcă să spună poveștile orașului Wellington și cum a evoluat acesta în cei 150 de ani de când a devenit capitala Noii Zeelande. Un ecran gigant de cinema care se întinde între sol, primul și al doilea etaj arată o serie de filme despre Wellington. Există trei zone de teatru: una povestește legendele maorilor folosind tehnica „fantoma lui Pepper”, o alta este un memorial al scufundării tragice a feribotului Wahine în portul Wellington și situată la ultimul etaj, cea de a treia, este o mașină a timpului din Wellington. Un nou spațiu expozițional, The Attic, s-a deschis la sfârșitul anului 2015 după o renovare și restaurare extinsă la ultimul etaj.

## Context
Muzeul a fost înființat în 1972 ca Muzeul Maritim din Wellington care aparținea de Consiliul de administrație din Wellington Harbour.
În 1989, odată cu reorganizarea organismelor locale în toată Noua Zeelandă, muzeul a fost transferat la Consiliul Local al orașului Wellington (CMC) și și-a extins domeniul pentru a include istoria socială a regiunii. Transformarea acestei clădiri în Museum of Wellington City & Sea a fost finalizată în 1999, devenind Wellington Museum în iulie 2015. Este condusă de Experience Wellington.